# فلكول هيث (باكينجهامشير)
فلكول هيث (بالإنجليزية: Flackwell Heath)‏ هي قرية تقع في المملكة المتحدة في إنجلترا. يقدر عدد سكانها بـ 5,900 نسمة .